# Isla de Savo
Isla de Savo (del inglés: Savo Island) es una isla volcánica que integra el grupo de las Islas Salomón en el sur del océano Pacífico. Está localizada al noreste del cabo Esperanza de la Isla de Guadalcanal. Políticamente, la Isla de Savo es parte de la Provincia Central de Islas Salomón.
La última erupción del volcán de la isla ocurrió entre los años 1835 y 1850. Una de esas erupciones fue tan fuerte que hizo desaparecer toda especie de vida en la isla. Una erupción anterior ocurrió en 1568. De acuerdo a los datos de la Organización Mundial de Observatorios Volcánicos (en inglés: World Organization of Volcanic Observatories), la isla de Savo es activa cada 100 a 300 años.

## Savo en la Segunda Guerra Mundial

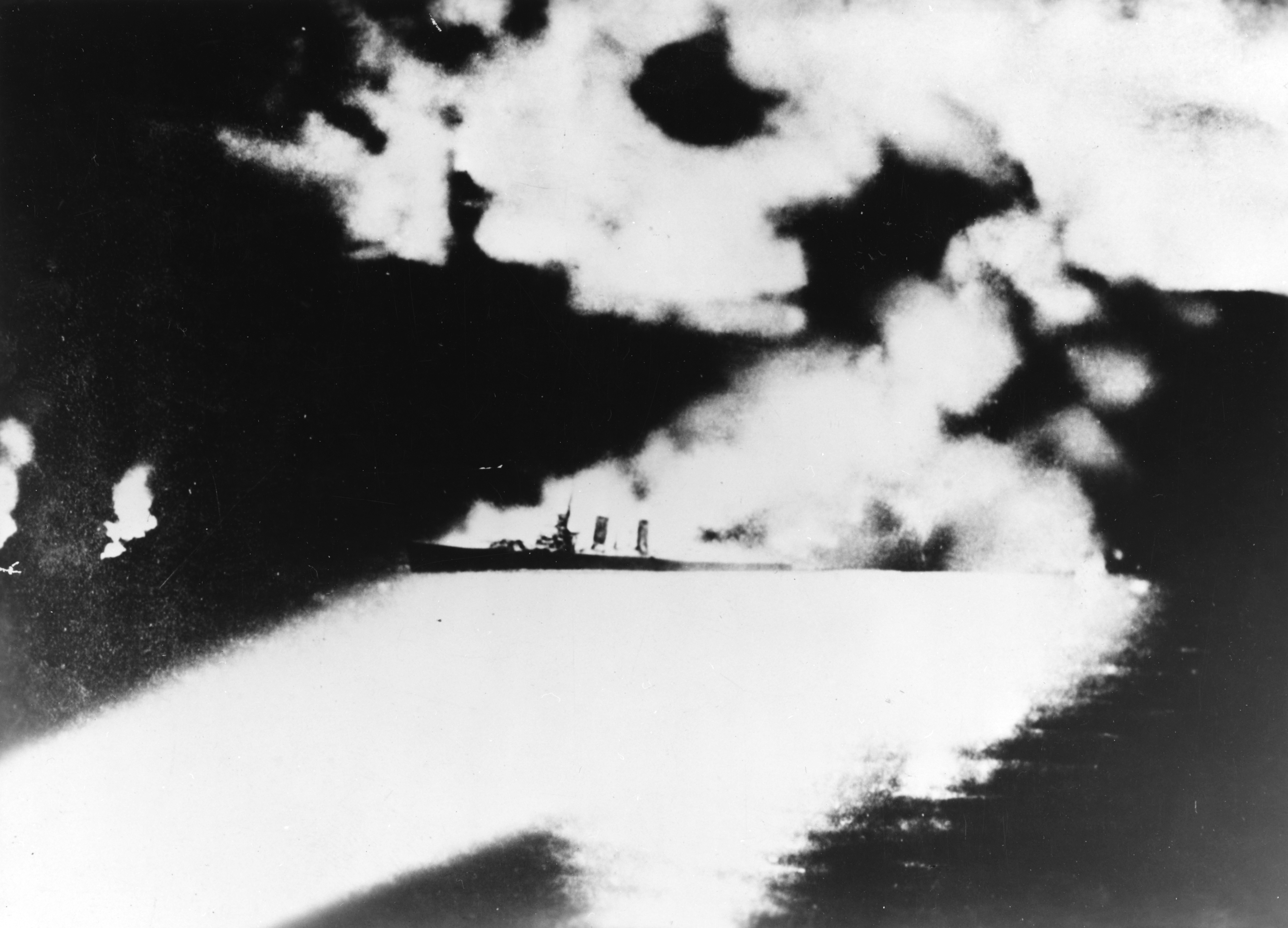
El crucero estadounidense Quincy en llamas después de un ataque de cruceros japoneses en la batalla de la isla de Savo en 1942.

Debido a su proximidad a la isla de Guadalcanal y la naturaleza caliente de las batallas disputadas por el control de las Islas Salomón, la isla de Savo fue escenario de muchos de los enfrentamientos navales de la Campaña de las Islas Salomón. Es conocido mejor como el lugar donde se pelearon muchas batallas navales en el adyacente Ironbottom Sound durante la Segunda Guerra Mundial, entre las fuerzas aliadas navales y la Armada Imperial Japonesa.
Entre las batallas navales que se disputaron en las inmediaciones de la isla de Savo están:
- La batalla de la isla de Savo, el 9 de agosto de 1942.
- La batalla del cabo Esperanza (originalmente llamado como la "segunda batalla de la isla de Savo"), del 11 al 12 de octubre de 1942.
- La batalla naval de Guadalcanal, del 13 al 15 de noviembre de 1942.
- La batalla de Tassafaronga, el 30 de noviembre de 1942